# Faig Ajagut
El Faig Ajagut (Fagus sylvatica) és un arbre que es troba al puig Neulós, entre la Jonquera (l'Alt Empordà) i la Roca d'Albera (el Rosselló), el qual forma part de la fageda més propera a la Mediterrània de tot Catalunya.

## Dades descriptives
- Perímetre del tronc a 1,30 m: 2,13 m.
- Perímetre de la base del tronc: 2,93 m.
- Alçada: 4,08 m.
- Amplada de la capçada: 20,49 m.
- Altitud sobre el nivell del mar: 1.217 m.[3]

## Entorn
Es troba arrecerat en una petita tartera al puig Neulós (1.257 m) i en una zona fortament influïda pels vents del nord, on la tramuntana registra velocitats superiors als 170 km/h. Aquest fet fa que hi trobem espècies vegetals resistents a aquest tipus de severitats meteorològiques. L'arbre està acompanyat de vegetació subalpina, modelada pel vent i la pastura. A les roques hi ha el liquen geogràfic (Rhizocarpon geographicum), festuca pirinenca, matafoc, pèl caní, plantatge de muntanya, conillets de muntanya, polipodi, Saxifraga geranioides, crespinell, milfulles, serpoll, bruguerola, alquemil·la, gerdera i alguns arbusts com la gódua catalana i el ginebró. Quant a fauna, s'hi pot observar escurçons, llangardaixos verds, serps llises meridionals, abellerols (a la primavera i l'estiu), corbs, xoriguers, àligues daurades, fagines, cabirols i guineus.

## Aspecte general
Hi ha tímides necrosis a la soca i alguna petita concavitat sense significança quant a la salut de l'arbre. A la primavera del 2009, s'hi va apreciar un notable vigor en la brotada. És un arbre singular per la forma ajaguda que té: tot i no ésser exclusiva seua a la zona, l'ha convertit en un punt de referència (recorda els vells Nothofagus de la Terra del Foc, els quals, de fet, són parents del faig). Aquest creixement, torturat i modelat pel vent, es dona en centenars de faigs que creixen al seu entorn, amb gran varietat de formes, totes cridaneres.

## Accés
Des de la Jonquera, cal prendre la carretera N-II cap al Pertús. Un cop al poble, agafem la pista que va cap al coll de l'Ullat. Quan deixem l'asfalt, la pista es torna forestal fins a l'arribada al puig Neulós (a dalt del cim veurem un gran repetidor de senyals de televisió). Hem de deixar-hi el cotxe uns 200 metres abans i caminar vora 150 metres a la nostra dreta, on hi ha el faig. L'arbre és ben bé a la frontera amb l'Estat francès. GPS 31T 0495463 4703074.